# Paul-Hindemith-Gesellschaft in Berlin
Die Paul-Hindemith-Gesellschaft in Berlin ist ein Verein zur Förderung von Musik und Schauspiel an der Universität der Künste Berlin.

## Geschichte
Ursprünglich wurde dieser Förderverein 1966 als "Gesellschaft der Freunde der Staatlichen Hochschule für Musik und darstellende Kunst in Berlin e.V." gegründet. Gründungsmitglieder waren unvergessene Persönlichkeiten wie z. B. Maria Ivogün, Boris Blacher, Hans Chemin-Petit, Gottfried von Einem, Hans Scharoun, Hans Heinz Stuckenschmidt und Herbert von Karajan. Als Vorsitzende der Gesellschaft wirkten unter anderen Elisabeth Grümmer, Joachim Tiburtius und Eberhard Finke. Zur postumen Ehrung und Erinnerung an Paul Hindemith wurde der Verein 2001 in "Paul-Hindemith-Gesellschaft in Berlin e.V." umbenannt.

## Aufgaben und Ziele
Satzungsgemäß hat die Gesellschaft als eingetragener Verein die Aufgabe übernommen, durch jedermann zugängliche Darbietungen von Musik oder darstellender Kunst die Volksbildung sowie das Studium auf diesen Gebieten an der Universität der Künste Berlin zu fördern und darüber hinaus das Studium der Werke Paul Hindemiths zu unterstützen.
Die Beiträge der Mitglieder und die Spenden an den Verein werden dafür eingesetzt musikalisch und/oder darstellerisch hervorragend begabte, jedoch wirtschaftlich sehr schlecht gestellte Studierende finanziell durch Stipendien zu unterstützen. Der Verein ermöglicht es den Stipendiaten außerdem sich in regelmäßigen Stipendiatenkonzerten einem breiteren Publikum zu präsentieren.